# Ermita de San Roque (La Yesa)
La ermita de San Roque es un templo situado en el municipio de La Yesa, en la entrada del pueblo por la carretera de Alpuente. Es Bien de Relevancia Local con identificador número 46.10.262-001.

## Historia
Data del siglo XVII.

## Descripción
Se trata de un edificio de planta rectangular, construido en mampostería y sillares, con los muros laterales reforzados por contrafuertes.Está cubierto por un tejado a dos aguas y en su cabecera se alza una espadaña de un solo claro sin campana.

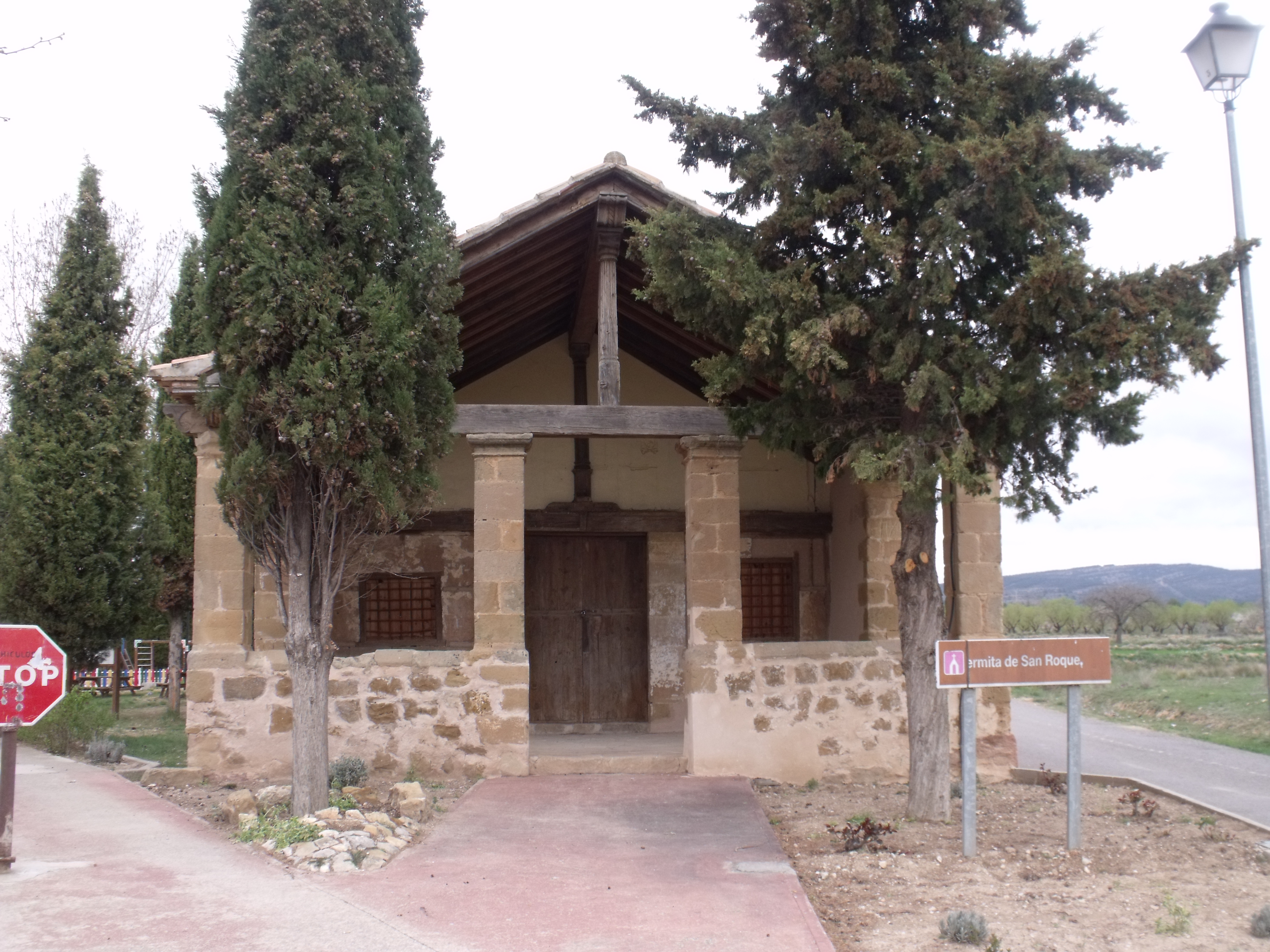
Vista general
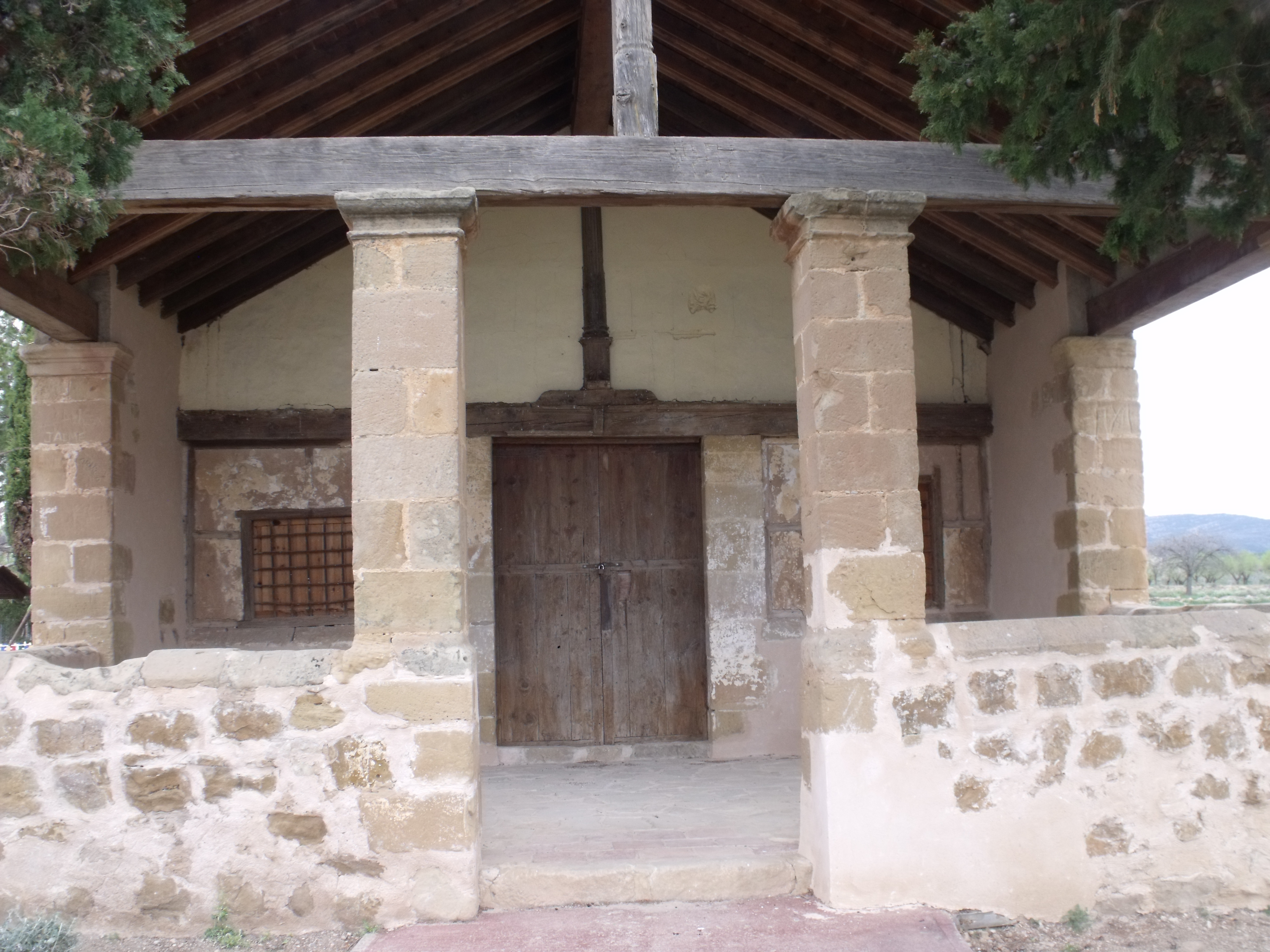
Puerta de acceso
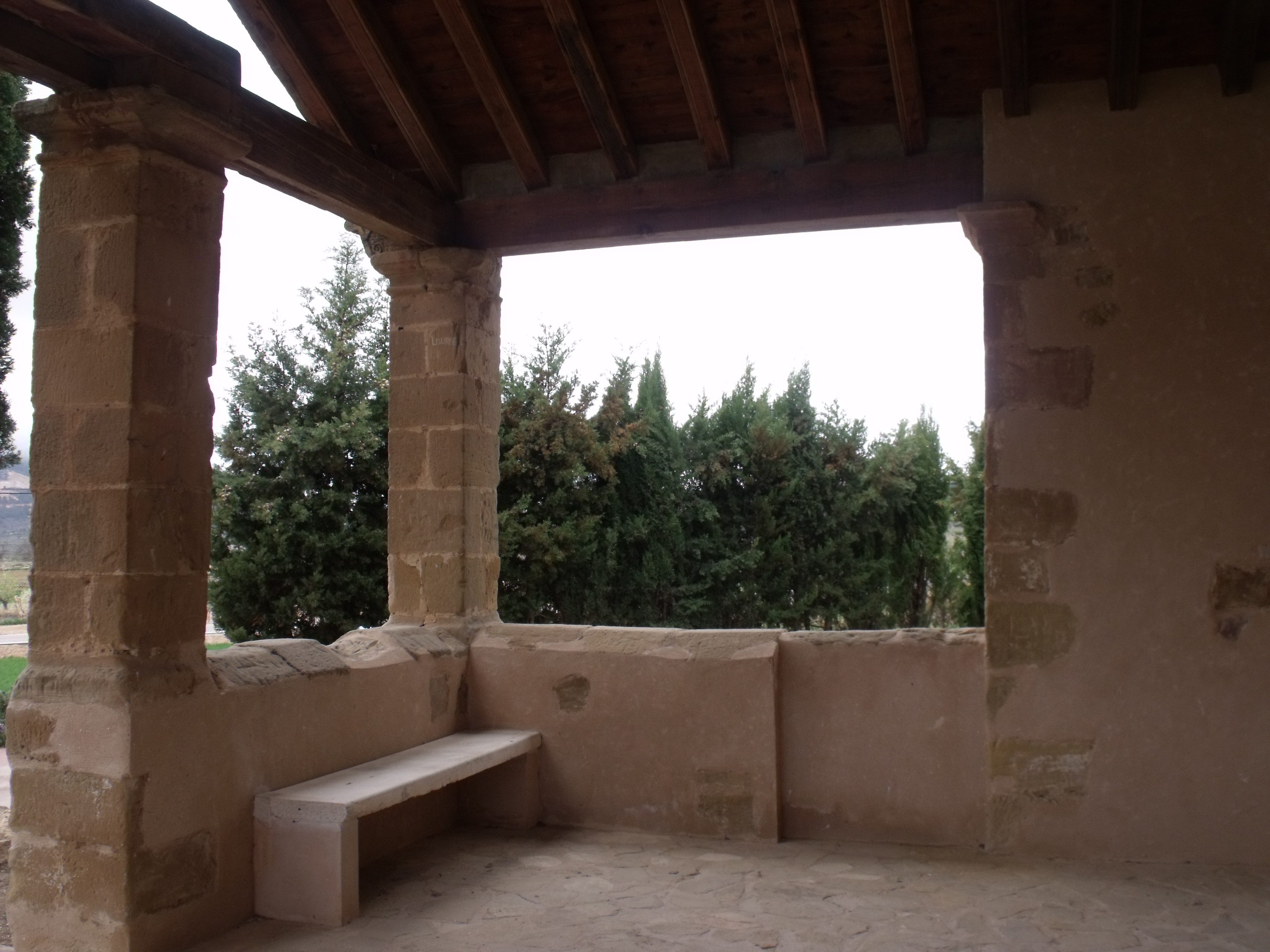
Porche entrada
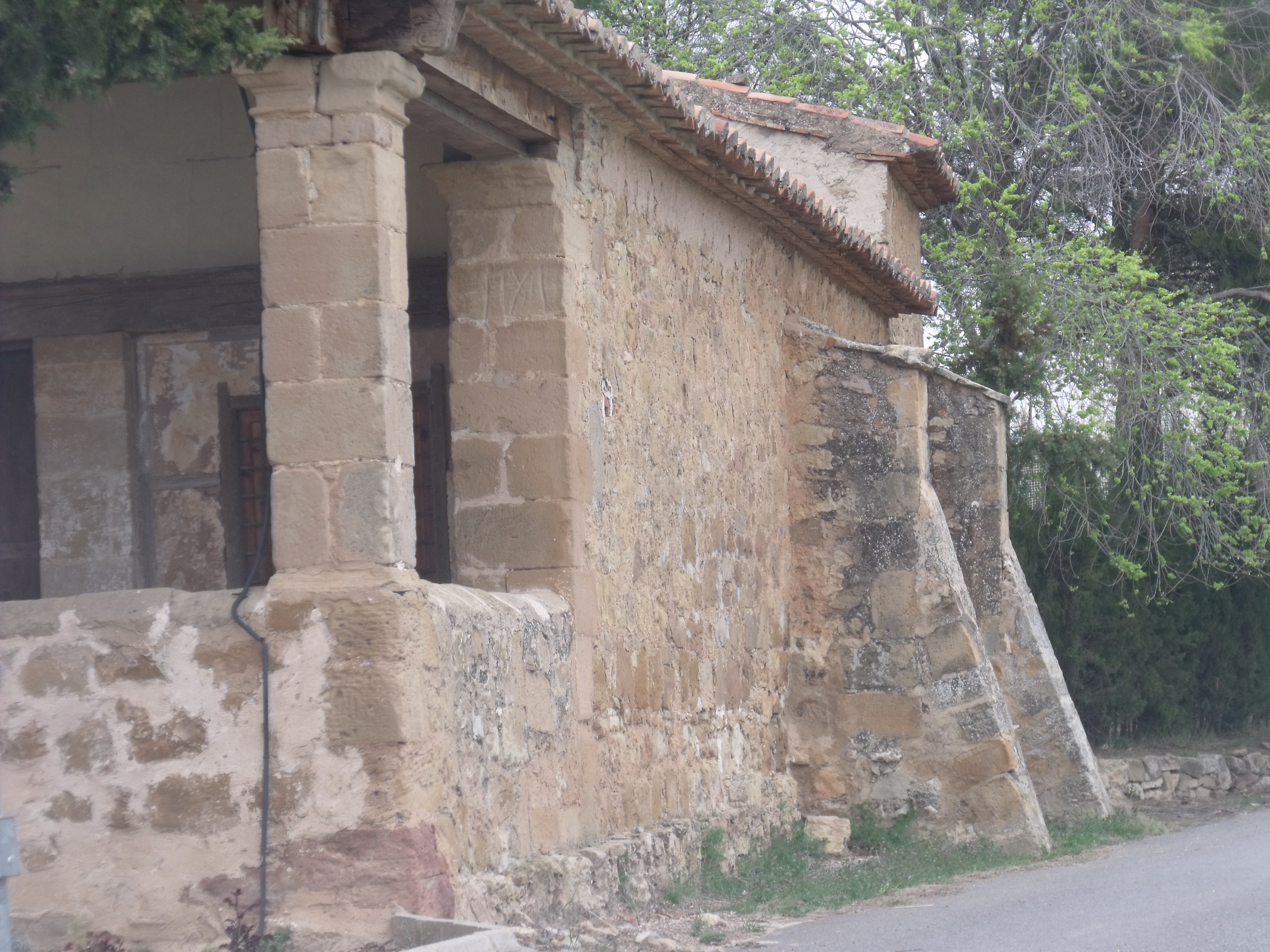
Detalles contrafuertes

El elemento más característico del edificio es el porche delantero. En este punto, en tejado se apoya sobre vigas de madera dispuestas formando una armadura de par con pendolón, apoyada sobre cuatro pilares cuadrados. Estos se apoyan en un antepecho que cierra la parte baja del conjunto y que se abre en su cara frontal, permitiendo el acceso.
En la fachada se encuentra la puerta, rectangular, cuyo dintel es el tirante de la armadura de vigas que sostiene el hastial. A ambos de la puerta se encuentran sedas ventanas con rejas.
Las paredes del interior están pintadas imitando sillería. Hay un púlpito de obra con escalera exterior. El techo del presbiterio está formado por vigas en abanico. Bajo él se halla el altar y un retablo policromado de estilo neoclásico con dos nichos vacíos. En las paredes laterales quedan restos muy deteriorados de pinturas en medallones.